# Червона команда
Червона команда або команда червоних — це група, яка грає роль ворога чи конкурента та забезпечує зворотний зв'язок із точки зору безпеки. Червоні команди використовуються в багатьох сферах, особливо в кібербезпеці, авіаційній безпеці, військовій справі та розвідувальних службах.

## Огляд
У штабних іграх, «сили противника» (англ. Opposing force або OPFOR) у змодельованому конфлікті можуть позначатися червоним кольором; це взаємозамінний термін для червоної команди. Ключова ідея полягає в тому, що супротивник (червона команда) використовує тактику, техніку та обладнання, щоб наслідувати бажаного діяча. Червона команда кидає виклик оперативному плануванню, граючи роль уважного противника. У симуляторах Сполучених Штатів американські сили завжди є синьою командою, а сила противника — це завжди червона команда.
У застосуванні до розвідувальної роботи, червону команду іноді називають альтернативним аналізом.

## Кібербезпека
У кібербезпеці тест на проникнення включає етичний хакінг, які намагаються проникнути в комп'ютерну систему, без елемента несподіванки. Синя команда (команда, що захищається) знає про тест на проникнення і готова встановити захист.
Червона команда йде ще далі й додає фізичне проникнення, соціальну інженерію та елемент несподіванки. Синю команду не попереджають про червону команду, і розглядають це як реальне вторгнення.
Оцінка червоної команди схожа на тест на проникнення, але є більш цілеспрямованою. Мета полягає в тому, щоб перевірити можливості організації виявлення та реагування. Червона команда намагатиметься проникнути та отримати доступ до конфіденційної інформації будь-яким можливим способом, якомога тихіше.
Компанії, включаючи Microsoft виконують регулярні вправи, в яких використовуються як червоні, так і сині команди.
Фіолетова команда може контролювати обидві команди та надавати швидкі інформаційні відповіді під час тесту. Фіолетова команда не потребує окремої команди, і лише підтримує тісне спілкування з червоною та синьою командами .

## Уряд Сполучених Штатів

### Армія
У Армії США «червона команда» визначається як структурований, ітеративний процес, що виконується підготовленими, освіченими та практикуючими членами команди, який надає командирам незалежну здатність постійно оскаржувати плани, операції, концепції, організації і можливості в контексті оперативного середовища з точки зору наших партнерів і супротивників.

#### Офіс направлених досліджень
Червоні команди почали використовуватись в Збройних Силах Сполучених Штатів набагато частіше після того, як у 2003 році Наукова рада з питань оборони рекомендувала їм запобігати недолікам, які призвели до нападів 11 вересня. Армія США створила Управління армійських досліджень у 2004 році. Це була перша червона команда рівня служби і до 2011 року була найбільшою червоною командою в Міністерстві оборони США (DoD).

#### Університет іноземних військових і культурологічних досліджень (UFMCS)
Університет іноземних військових і культурологічних досліджень проводить курси для членів червоних команд і лідерів. Більшість курсів для резидентів проводяться в Форті Лівенворт і орієнтовані на студентів Командно-штабного коледжу армії США (CGSC) або еквівалентної школи середнього та старшого рівня.
Курси включають такі теми, як критичне мислення, пом'якшення групового мислення, культурна емпатія та саморефлексія.

### Корпус морської піхоти
Концепція червоної команди морської піхоти почалася в березні 2011 року, коли комендант Корпусу морської піхоти (CMC) генерал Джеймс Ф. Амос підготував білу книгу під назвою «Червона команда в морській піхоті». У цьому документі Амос обговорив, як концепція червоної команди має кинути виклик процесу планування та прийняття рішень, застосовуючи критичне мислення від тактичного до стратегічного рівня. Він також доручив вищому керівництву Корпусу морської піхоти перевести червону команду з паперової концепції на реальну практику. Це означало встановлення вимог до персоналу в таких організаціях морської піхоти: експедиційний корпус морської піхоти (MEF), експедиційна бригада морської піхоти (MEB), група стратегічних ініціатив CMC (SIG), університет морської піхоти (MCU) і програма підготовки персоналу MAGTF (MSTP).
У червні 2013 року Корпус морської піхоти укомплектував заготовки червоних команд, зазначені в проекті білої книги. У Корпусі морської піхоти всі морські піхотинці, призначені для зайняття посад червоної команди, повинні пройти шеститижневі або дев'ятитижневі курси підготовки червоних команд, які проводяться в Університеті іноземних військових і культурологічних досліджень (UFMCS). MCU було поставлено завдання мати ядро кваліфікованих інструкторів червоних команд для розробки навчальної програми, методологій і доктрини червоних команд, а також для викладання в установах професійної військової освіти (PME), резидентів морської піхоти.
Корпус морської піхоти повинен був надати офіцера морської піхоти, щоб увійти до складу інструкторського складу UFMCS. Підполковник Вілл Расгоршек був першим морським піхотинцем, який отримав кваліфікацію інструктора червоної команди в UFMCS, викладав різні курси для червоної команди, які пропонуються в UFMCS. Підполковник Браян Макдермотт був одним із перших інструкторів червоної команди в MCU.
Команда MCU розробляє навчальну програму, викладає та підтримує основні навчальні вправи з планування в таких резидентних установах MCU: академія старшого SNCO, школа експедиційної війни, командно-штабний коледж морської піхоти, військовий коледж морської піхоти та Школа передового бою. Крім того, команда MCU Red Team підтримує змішаний семінар командування та штабу USMC, щорічну військову гру Корпусу морської піхоти Title X та інші бойові ігри за вказівкою Командування бойового розвитку Корпусу морської піхоти.
Влітку 2015 року в Посібнику з військової професійної спеціальності USMC було зазначено, що будь-який морський піхотинець, який успішно закінчив 6- або 9-тижневий курс UFMCS Red Team, отримає додаткову військову професійну спеціальність (AMOS) 0506. У грудні 2015 року морська піхота кодифікувала концепцію червоної команди в доктрині, включивши в неї вимоги до підготовки та готовності червоної команди, розроблені початковими членами червоної команди в MCU, MSTP і SIG. П'ять вимог наразі містяться в NAVMC 3500.108A, розділ 3: «Посібник з підготовки та готовності морської, повітряної, наземної оперативної групи».
Місія червоних команд Корпусу морської піхоти полягає в тому, щоб «надати командиру незалежні можливості, які пропонують критичні огляди та альтернативні точки зору, які кидають виклик переважним уявленням, суворо перевіряють поточні тактики, прийоми та процедури та протидіють груповому мисленню, щоб підвищити ефективність організації».

### Міністерство оборони
Міністерство оборони Сполучених Штатів (DoD) використовує кібернетичні червоні команди для проведення змагальних оцінок у своїх власних мережах. Ці червоні команди сертифіковані Агентством національної безпеки і акредитовані Стратегічним командуванням Сполучених Штатів. Ця сертифікація та акредитація дозволяє цим червоним командам проводити змагальні оцінки оперативних мереж Міністерства оборони, тестування впроваджених засобів контролю безпеки та виявлення вразливостей інформаційних систем. Ці кібер-червоні команди є "ядром кібернетичних сил противника ".

### Федеральне управління авіації
FAA впроваджує червоні команди з часів теракту в Pan Am Flight 103 над Локербі, Шотландія. Червоні команди щорічно проводять тести приблизно в 100 аеропортах США. Випробування були припинені після 11 вересня 2001 і відновилися в 2003 році під керівництвом Управління безпеки на транспорті, яке взяло на себе роль FAA після 11 вересня.
Використання FAA червоної команди виявило серйозні недоліки в безпеці в міжнародному аеропорту Логан у Бостоні, де виникли два з чотирьох викрадених рейсів 11 вересня. Деякі колишні слідчі FAA, які брали участь у цих командах, вважають, що FAA свідомо проігнорувала результати випробувань і частково це призвело до терористичної атаки 11 вересня на США.

### Управління безпеки на транспорті
Управління безпеки на транспорті раніше використовувало червоні команди. Аналіз деяких операцій червоної команди виявив, що агенти під прикриттям могли обдурити офіцерів безпеки транспорту і пронести смертельну зброю через охорону деяких великих аеропортів принаймні в 70 % випадків.